# Myzocallis tenochca
Myzocallis tenochca är en insektsart som beskrevs av Remaudière, G. och Quednau 1985. Myzocallis tenochca ingår i släktet Myzocallis och familjen långrörsbladlöss. Inga underarter finns listade i Catalogue of Life.